# Leitão maturado

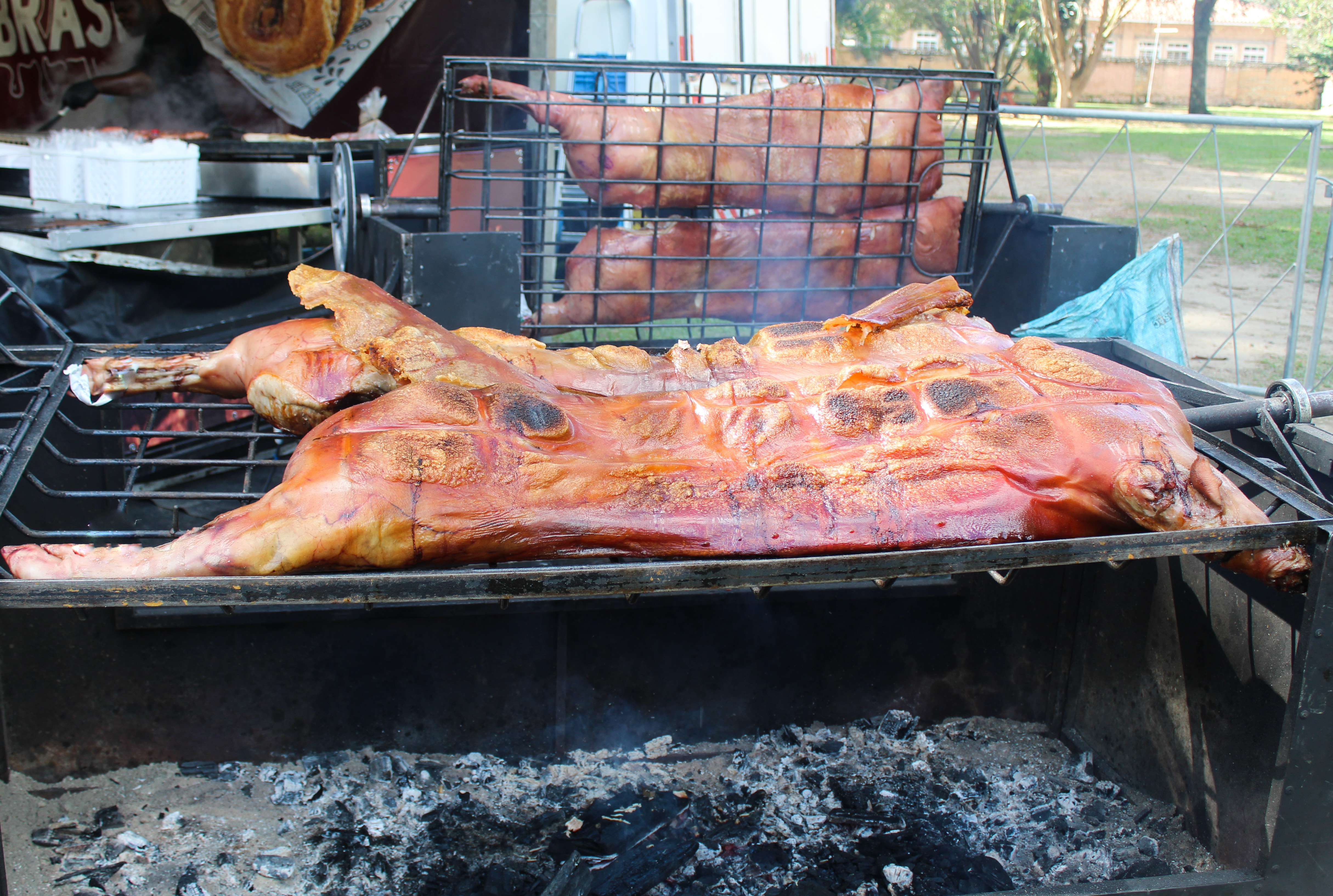

Leitão maturado é um prato brasileiro, típico do município de Goioerê no estado do Paraná.
A receita culinária do leitão maturado foi registrada no Cartório de Títulos e Documentos da cidade de Goioerê, em nome da prefeitura municipal. Em 2003, a lei municipal 1.633/2003 instituiu Leitão maturado como prato típico do município que fica no centro-oeste do estado.